# Taraxacum dentex
Taraxacum dentex — вид квіткових рослин родини айстрових (Asteraceae).

## Поширення
Ендемічна флора Ісландії.